# 토비 레그보
토비 레그보(Toby Regbo, 1991년 10월 18일 ~ )는 잉글랜드의 배우이다.

## 출연 작품
- 신비한 동물들과 그린델왈드의 범죄 - 어린 덤블도어 역